# Alona Uehlin
Alona Uehlin (belarussisch Алёна Улін Aljona Ulin; * 22. Januar 1990 in Hrodna, Weißrussische SSR, Sowjetunion) ist eine belarussisch-deutsche Turniertänzerin und Tanzsporttrainerin.

## Leben
Uehlin kam über Gymnastik, Ballett und Volkstanz zum Tanzsport, den sie seit ihrem sechsten Lebensjahr betreibt. Ihre ersten Turniere tanzte sie für Belarus. Spätestens seit Ende 2003 tanzte sie im Jugendbereich mit Jauhen Parchimowitsch (belarussisch Яўген Пархімовіч), von Anfang 2004 bis Mitte 2005 mit Szjapan Hurskij (belarussisch Сцяпан Гурскій) und danach bis Ende 2006 mit Arzjom Kasyra (belarussisch Арцём Казыра).
2006 kam sie nach Deutschland. Seitdem tanzt sie mit dem gebürtigen Russen Anton Skuratov (* 1990 in Wolgograd, Sowjetunion, heute Russland), den sie zuvor bei einer Jugendweltmeisterschaft in Spanien kennengelernt hatte. Das Paar startete zunächst für den Kölner Tanzsportclub Art Of Dance, für den Skuratov zuvor schon mit Anna Seltenreich getanzt hatte, und wechselte später zum TC Seidenstadt Krefeld. Anfang 2011 wechselte das Paar zum Grün-Gold-Club Bremen. Seit Anfang 2012 tritt es für den Landestanzsportverband Bayern an, zunächst im Tanz- und Turnierclub München und mittlerweile im Tanzsportclub Alemana Puchheim.
Mit ihrem Partner Anton Skuratov, mit dem sie seit 2011 auch verheiratet ist, startet sie in der Hauptgruppe S, der höchsten deutschen Startklasse. In der Vergangenheit war das Paar sowohl im Standard- als auch im Lateinbereich erfolgreich. Seit 2014 konzentriert es sich auf den Standardbereich. Uehlin und Skuratov sind beim TSC Alemana Puchheim und beim ATC „Graf Zeppelin“ Friedrichshafen als Trainer tätig.
Uehlin nahm 2020 an der 13. Staffel der RTL-Fernsehshow Let’s Dance teil und tanzte mit Sükrü Pehlivan. Sie belegten den zehnten Platz. 2021 nahm sie an der Profi-Challenge von Let’s Dance teil.

## Erfolge (Auswahl)
- 2009: 2. Platz Deutsche Meisterschaft Kombinationen (Hgr. S)
- 2009: 2. Platz Hessen tanzt (Hgr. S Standard)
- 2010: 2. Platz Deutsche Meisterschaft Kombinationen (Hgr. S)
- 2010: 2. Platz Hessen tanzt (Hgr. S Latein)
- 2010: 3. Platz Hessen tanzt (Hgr. S Standard)
- 2011: 1. Platz Deutsche Meisterschaft Kombinationen (Hgr. S)
- 2011: 2. Platz Hessen tanzt (Hgr. S Latein)
- 2011: 2. Platz Hessen tanzt (Hgr. S Standard)
- 2012: 1. Platz Deutsche Meisterschaft Kombinationen (Hgr. S)
- 2012: 2. Platz Hessen tanzt (Hgr. S Latein)
- 2012: 2. Platz Blaues Band der Spree (Hgr. S Standard)
- 2013: 1. Platz Deutsche Meisterschaft Kombinationen (Hgr. S)
- 2014: 2. Platz Blaues Band der Spree (WDSF International Open Standard)
- 2015: 2. Platz Weltmeisterschaft Kür Standard
- 2016: 1. Platz Weltmeisterschaft Kür Standard
- 2017: 1. Platz Deutsche Meisterschaft Standard (Hgr. S)
- 2018: 1. Platz Deutsche Meisterschaft Standard (Hgr. S)
- 2018: 2. Platz Blaues Band der Spree (WDSF World Open Standard)